# Seaska

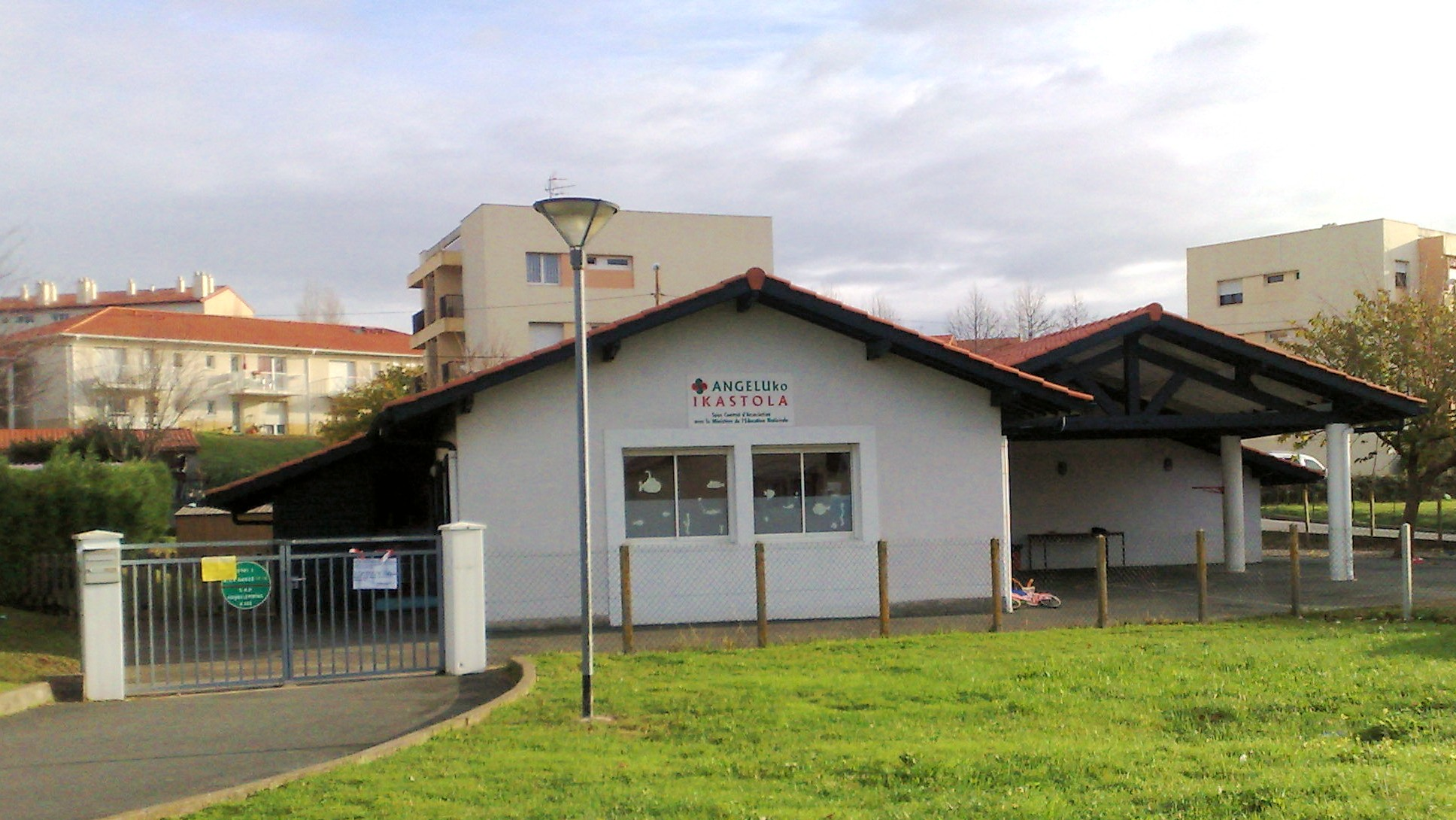
L'ikastola (escola) d'Anglet

Seaska és el nom de la federació de centres d'ensenyament en basc a Iparralde. Compta actualment amb 39 centres: 33 escoles primàries, 5 col·legis i un liceu. La distribució dels centres per territoris és la següent: Lapurdi 72%, Baixa Navarra 24% i Zuberoa 4%. El 2023 escolaritzava vora 4300 alumnes. Forma part d'Eskolim, una xarxa d'escoles en llengües minoritàries de l'Estat francès conjuntament amb La Bressola catalana, La Calandreta occitana i Diwan bretona.

## Història
La primera escola d'aquesta xarxa es va crear el 1969 a Arrangoitze i començà a funcionar amb 5 alumnes. L'arribada dels socialistes al poder el 1981 va afavorir l'obtenció d'ajuts per l'Estat: un acord es va signar amb el Ministeri de la Cultura de l'estat francès el 1r de juliol de 1982 que va permetre d'obtenir una subvenció de 152.449 euros, garantint així un finançament regular per als anys següents. Amb tot aquesta situació es deteriorà més tard i la situació no va millorar fins al 1994, any en què es va crear el contracte d'associació de les escoles privades, fent-se càrrec l'estat dels salaris dels professors.

## Herri Urrats
Herri Urrats és un acte anual que organitza l'organització francesa Seaska de centres d'ensenyament en euskera. L'Herri Urrats consisteix bàsicament en una caminada acompanyada de concerts, mercats ambulants, etc, amb l'objectiu de recaptar fons per al finançament de les ikastoles d'Iparralde (Pirineus Atlàntics), ja que aquestes no reben cap subvenció pública per part del govern de França. L'Herri Urrats se celebra en la primera quinzena de maig des de l'any 1984. Altres esdeveniments similars en favor del basc són: "Kilometroak" a Guipúscoa, "Nafarroa Oinez" a Navarra, "Ibilaldia" a Biscaia o "Araba Euskaraz" a Àlaba.